# Gonzaga (Familienname)
Gonzaga ist ein italienischer Familienname.

## Namensträger
- Aloisius von Gonzaga (Luigi Gonzaga; 1568–1591), italienischer Jesuit und Heiliger.
- Anna Gonzaga (1616–1684), französische Adlige
- Anna Caterina Gonzaga (1566–1621), Gemahlin von Erzherzog Ferdinand II. von Österreich, des Landesfürsten von Tirol
- Anna Isabella Gonzaga (1655–1703), Herzogin von Mantua
- Annibale Francesco Gonzaga (1546–1620), italienischer Geistlicher, Bischof von Mantua
- Anselmo Gonzaga (1906–?), philippinischer Leichtathlet
- Antonio Ferrante Gonzaga (1687–1729), Herzog von Guastalla
- Antonio de Guill y Gonzaga (1715–1768), spanischer Offizier und Kolonialverwalter
- Barbara Gonzaga (1455–1503), Herzogin von Württemberg
- Camillo Gonzaga (1600–1658), italienischer Militär
- Carlo I. Gonzaga (1580–1637), Herzog von Nevers, Rethel, Mantua und Montferrat
- Cesare I. Gonzaga (1536–1575), Sohn des kaiserlichen Feldherrn Ferrante I. Gonzaga
- Cesare Nembrini Pironi Gonzaga (1768–1837), italienischer Geistlicher, Bischof von Ancona und Kardinal
- Chiquinha Gonzaga (1847–1935), brasilianische Komponistin
- Chiquinha Gonzaga (Sängerin) (1927–2011), brasilianische Sängerin und Akkordeonistin
- Eleonora Gonzaga (1598–1655), Ehefrau von Kaiser Ferdinand II.
- Eleonora Gonzaga della Rovere (1493–1550), Herzogin von Urbino
- Eleonora Magdalena Gonzaga von Mantua-Nevers (1628–1686), Ehefrau von Kaiser Ferdinand III.
- Emma Guerrieri Gonzaga (1835–1900), deutsche Pädagogin
- Ercole Gonzaga (1505–1563), italienischer Kardinal, päpstlicher Legat auf dem Tridentinum, Bischof von Mantua
- Federico Gonzaga (1540–1565), italienischer Geistlicher, Bischof von Mantua
- Federico II. Gonzaga (1500–1540), Herzog von Mantua
- Feltrino Gonzaga († 1374), italienischer Condottiere
- Ferdinando Gonzaga (1587–1626), zweiter Sohn des Herzogs Vincenzo I. Gonzaga von Mantua
- Ferdinando Carlo von Gonzaga-Nevers (1652–1708), Herzog von Mantua und Montferrat
- Ferrante I. Gonzaga (1507–1557), Graf von Guastalla und Vizekönig von Sizilien
- Ferrante II. Gonzaga (1563–1630), Graf von Guastalla und Herzog von Amalfi
- Ferrante III. Gonzaga (1618–1678), Herzog von Guastalla
- Francesco I. Gonzaga (1366–1407), Graf von Mantua
- Francesco Gonzaga der Ältere (1444–1483), Bischof von Mantua und Kardinal
- Francesco II. Gonzaga (auch Gianfrancesco II. Gonzaga; 1466–1519), Markgraf von Mantua
- Francesco II. Gonzaga (Kardinal) (1538–1566), Bischof von Mantua und Kardinal
- Francesco III. Gonzaga (1533–1550), Herzog von Mantua
- Francesco IV. Gonzaga (1586–1612), Herzog von Mantua
- Francesco Gonzaga (Bischof) (1588/1589–1673), Bischof von Nola
- Francesco Gonzaga (1606–1622), Herzog von Rethel
- Francesco Giovanni Gonzaga (1577–1616), Prinz von Castiglione
- Gianfrancesco I. Gonzaga (1395–1444), Markgraf von Mantua
- Gianfrancesco Gonzaga di Luzzara (1488–1524), italienischer Adliger, Herr von Castiglione, Solferino und Luzzara
- Gianfrancesco Gonzaga di Sabbioneta (1446–1496), Graf von Sabbioneta und Rodigo
- Gianlucido Gonzaga (1421–1448), Markgraf von Mantua
- Ginger Gonzaga (* 1987), US-amerikanische Komikerin und Schauspielerin
- Giulia Gonzaga (1513–1566), italienische Adlige
- Giuseppe Gonzaga (1690–1746), Herzog von Guastalla
- Guglielmo Gonzaga (1538–1587), Herzog von Mantua und Montferrat
- Ludovico III. Gonzaga (1412–1478), Markgraf von Mantua (1444–1478)
- Ludovico Gonzaga di Sabbioneta (1481–1540), 2. Graf von Sabbioneta und Rodigo
- Luigi Gonzaga (1539–1595), Herzog von Nevers und Rethel
- Luís Gonzaga (Aktivist) (* 1947), osttimoresischer Unabhängigkeitsaktivist
- Luís Gonzaga Féchio (* 1965), brasilianischer Geistlicher, Bischof von Amparo
- Luís Gonzaga Fernandes (1926–2003), ecuadorianischer Geistlicher, Bischof von Campina Grande
- Luís Gonzaga Ferreira da Silva (1923–2013), portugiesischer Geistlicher, Bischof von Lichinga
- Luís Gonzaga Silva Pepeu (* 1957), brasilianischer Geistlicher, Erzbischof von Vitória da Conquista
- Luisa Maria Gonzaga (1611–1667), Königin von Polen
- Luiz Gonzaga (1912–1989), brasilianischer Sänger und Komponist
- Luiz Gonzaga Bergonzini (1936–2012), brasilianischer Geistlicher, Bischof von Guarulhos
- Luiz Eduardo dos Santos Gonzaga (* 1990), brasilianischer Fußballspieler
- Luiz Pedreira Gonzaga, brasilianischer Vogelkundler
- Margarita Gonzaga (1591–1632), italienische Adelige, Ehefrau von Herzog Heinrich II. von Lothringen
- Maria Gonzaga (1609–1660), Erbin und Regentin von Mantua und Montferrat
- Otoniel Gonzaga (Sportschütze) (1913–vor 1945), philippinischer Sportschütze
- Otoniel Gonzaga (Sänger) (1942–2018), US-amerikanischer Opernsänger (Tenor)
- Paola Gonzaga, Ehefrau des Grafen Leonhard von Görz
- Pietro Gonzaga (1751–1831), italienischer Maler und Bühnenbildner
- Sigismondo Gonzaga (1469–1525), italienischer Geistlicher, Bischof von Mantua
- Silvio Valenti Gonzaga (1690–1756), italienischer Geistlicher, Titularerzbischof und Kardinal
- Tomás Antônio Gonzaga (1744–1810), brasilianischer Lyriker portugiesischer Abstammung
- Vespasiano Gonzaga (1531–1591), 3. Graf von Sabbioneta und Rodigo, Markgraf, Fürst und 1. Herzog von
- Vincenzo Gonzaga (1634–1714), Herzog von Guastalla
- Vincenzo I. Gonzaga (1562–1612), Herzog von Mantua und Montferrat
- Vincenzo II. Gonzaga (1594–1627), Herzog von Mantua und Montferrat
- Wélissa Gonzaga (* 1982), brasilianische Volleyballspielerin